# ネオプトレモス (ポントスの将軍)
ネオプトレモス（希：Νεoπτόλεμος、ラテン文字転記：Neoptolemos、紀元前1世紀）はミトリダテス6世に仕え、第一次ミトリダテス戦争を戦ったポントス王国の将軍である。
ネオプトレモスは第一次ミトリダテス戦争が起こる前には黒海北岸のバルバロイと戦い、マイオティス湖の入り口で冬に起こった氷上での騎兵戦で、夏に同じ敵を海戦で破った。
兄弟のアルケラオスと共に第一次ミトリダテス戦争に参加し、その緒戦の紀元前88年のアムニアス川の戦いで兄弟のアルケラオス、ミトリダテス6世の子アルカティアスと共にビテュニア王ニコメデス4世を、同年のプトロファキオンの戦いでマニウス・アクィリウス率いるローマ軍を破った。しかし、紀元前86年にはギリシアのカルキス近くでミヌキウスに敗れ、1500人以上の死者とそれ以上の捕虜を出した。翌年にはテネドスの海戦でルキウス・リキニウス・ルクルスに敗れた。これ以降のネオプトレモスについては不明である。

## 註
1. ↑  ストラボン, II. 1. 2; VII. 3. 17
2. ↑  アッピアノス, 17, 19
3. ↑  アッピアノス, 34
4. ↑  プルタルコス, 3